# محوطه اطراف شهر سوخته شماره ۳۴۹
محوطه اطراف شهر سوخته شماره ۳۴۹ مربوط به هزاره سوم و ۲ قبل از میلاد است و در شهرستان زابل، بخش شیب آب، دهستان لوتک، روستای حومه شهر سوخته، ۵ کیلومتری جنوب شرقی پایگاه باستان‌شناسی شهر سوخته واقع شده و این اثر در تاریخ ۱۳ آبان ۱۳۸۶ با شمارهٔ ثبت ۱۹۷۷۱ به‌عنوان یکی از آثار ملی ایران به ثبت رسیده است.